# Liste des parlementaires communistes déchus de leur mandat en 1940

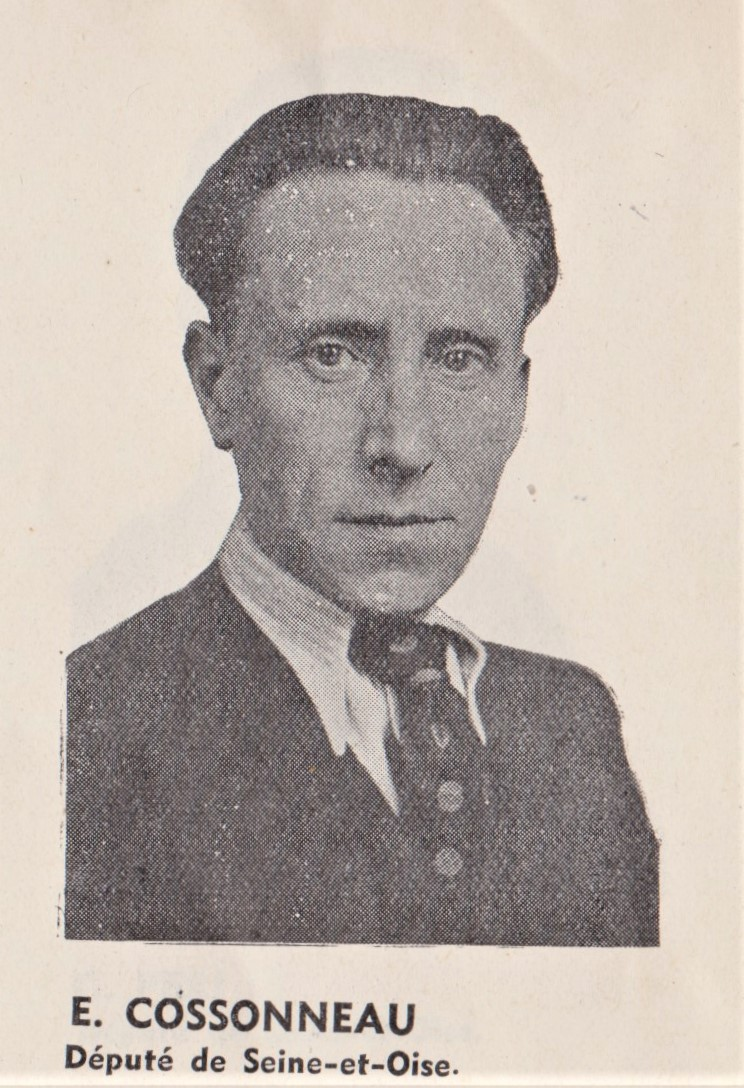
Émile Cossonneau, déchu en 1940, mort pour la France en 1943

La liste des parlementaires communistes déchus de leur mandat en 1940 comprend les 60 députés et le sénateur communistes qui ont refusé de condamner le Pacte germano-soviétique du 23 août 1939 et ont été déchus de leur mandat en janvier 1940. Elle mentionne le destin de ces différents parlementaires.
Le 26 septembre 1939, à la suite du pacte germano-soviétique, le Parti communiste est dissous par un décret d'Édouard Daladier. La plupart des députés communistes alors en exercice se refusent à condamner ce traité et créent alors un nouveau groupe parlementaire, ne se référant pas explicitement au parti communiste : le groupe ouvrier et paysan français. Nombre d'entre eux sont arrêtés en octobre 1939 et poursuivis pour reconstitution de ligue dissoute. Les parlementaires figurant dans cette liste sont déchus de leur mandat le 21 janvier 1940. Quarante-quatre sont condamnés le 3 avril 1940 par le 3e tribunal militaire de Paris à 5 ans de prison, 4 000 francs d'amende et 5 ans de privation des droits civiques, civils et de famille,,. Quelques-uns d'entre eux passent dans la clandestinité, d'autres s'engagent dans la collaboration, d'autres encore rejoignent la Résistance gaulliste, certains sont tués par les nazis, mais en grande majorité ces désormais ex-parlementaires sont internés par le régime de Vichy puis déportés en Algérie, où ils seront libérés en 1943 après le débarquement anglo-américain et rejoindront le Comité français de libération nationale. Les parlementaires déchus seront amnistiés le 1er juillet 1943 ; un grand nombre d'entre eux reprendra une activité politique au PCF après la Libération, certains deviendront ministres du général de Gaulle, plusieurs quitteront le PCF, soit volontairement soit par exclusion.
|                    | Chambre             | Département      | Parcours combattant et politique ultérieur |
| ------------------ | ------------------- | ---------------- | --- |
| Virgile Barel      | Chambre des députés | Alpes-Maritimes  | Déporté en Algérie, libéré en 1943. Député des Alpes-Maritimes (1945-1951 ; 1956-1958 ; 1967-1978) |
| Jean Bartolini     | Chambre des députés | Var              | Emprisonné à Valence, puis déporté en Algérie, libéré en 1943. Député du Var (1945-1958), maire de Toulon (1945-1947) |
| Auguste Béchard    | Chambre des députés | Gard             | Condamne le pacte germano-soviétique, assigné à résidence, libéré en 1941, exclu du PCF en 1943 |
| Roger Benenson     | Chambre des députés | Seine-et-Marne   | Condamne le pacte germano-soviétique, arrêté en 1941, interné à Châteaubriant, déporté à Neuengamme en 1944, mort en déportation en 1945 |
| Charles Benoist    | Chambre des députés | Seine-et-Oise    | Déporté en Algérie, libéré en 1943. Député de Seine-et-Oise (1945-1958), maire de Villeneuve-Saint-Georges (1946-1947) |
| Joanny Berlioz     | Chambre des députés | Seine            | Déporté en Algérie, libéré en 1943. Député de l'Isère (1945-1946), sénateur de la Seine (1946-1958), maire d'Épinay-sur-Seine (1945-1947) |
| François Billoux   | Chambre des députés | Bouches-du-Rhône | Déporté en Algérie, libéré en 1943, commissaire d'État au Comité français de libération nationale en 1944. Ministre des gouvernements de Gaulle II, Gouin, Bidault I et Ramadier I (1945-1947), député des Bouches-du-Rhône (1945-1978) |
| Florimond Bonte    | Chambre des députés | Seine            | Incarcéré dans diverses prisons en France métropolitaine, il est déporté en Algérie, libéré en 1943. Député de la Seine (1945-1958) |
| Félix Brun         | Chambre des députés | Rhône            | Incarcéré en zone occupée, libéré en 1941 pour raisons de santé. Conseiller général du Rhône (1945-1951) |
| Marcel Cachin      | Sénat               | Seine            | Arrêté quelques mois en 1941, passe dans la clandestinité en 1942. Député de la Seine (1945-1958) |
| Jean Catelas       | Chambre des députés | Somme            | Passe dans la clandestinité dès 1939, arrêté en mai 1941, guillotiné en septembre 1941 à Paris en représailles après l'attentat du colonel Fabien |
| Georges Cogniot    | Chambre des députés | Seine            | Prisonnier de guerre en juin 1940, incarcéré par la police allemande à Compiègne en juin 1941, s'évade en juin 1942, responsable de la presse clandestine communiste sous l'occupation. Député de la Seine (1945-1958), sénateur de la Seine puis de Paris (1959-1977) |
| René Colin         | Chambre des députés | Seine            | Quitte la vie politique à la Libération |
| Gaston Cornavin    | Chambre des députés | Cher             | Déporté en Algérie, mort de maladie en 1945 |
| Émile Cossonneau   | Chambre des députés | Seine-et-Oise    | Incarcéré à la prison de la Santé puis déporté en Algérie, libéré en 1943, rejoint les Forces françaises libres, mort pour la France en décembre 1943 en service aérien |
| Alfred Costes      | Chambre des députés | Seine            | Déporté en Algérie, libéré en 1943, chargé de réorganiser les terrains d'aviation par le général de Gaulle en 1944. Député de la Seine (1945-1955) |
| Jean Cristofol     | Chambre des députés | Bouches-du-Rhône | Déporté en Algérie, libéré en 1943, réorganise le Parti communiste algérien, participe au débarquement de Provence en aout 1944. Député des Bouches-du-Rhône (1945-1957), maire de Marseille (1946-1947) |
| Ambroise Croizat   | Chambre des députés | Seine            | Déporté en Algérie, libéré en 1943, membre de l'Assemblée consultative provisoire. Ministre du Travail puis de la Sécurité sociale dans les gouvernements de Gaulle II, Gouin, Bidault et Ramadier, fondateur avec Pierre Laroque de la Sécurité sociale, député de la Seine (1945-1951) |
| Pierre Dadot       | Chambre des députés | Seine-et-Oise    | Incarcéré dans divers établissements de zone occupée, libéré en 1941 pour raisons de santé, s'engage dans la Résistance dans la Drôme. |
| Alfred Daul        | Chambre des députés | Bas-Rhin         | Incarcéré dans divers établissements en France métropolitaine, déporté au camp de Schirmeck. Quitte la vie politique à la Libération |
| Antoine Demusois   | Chambre des députés | Seine-et-Oise    | Déporté en Algérie, libéré en 1943. Député de Seine-et-Oise (1945-1948 ; 1951-1958), sénateur de Seine-et-Oise (1948-1951) |
| Jacques Duclos     | Chambre des députés | Seine            | Exilé à Bruxelles dès 1939, rentre en France en juin 1940, responsable du PCF clandestin d'aout 1940 à novembre 1944. Député de la Seine (1945-1958), sénateur de la Seine (1959-1968), sénateur de la Seine-Saint-Denis (1968-1975), candidat à l'élection présidentielle de 1969 |
| Jean Duclos        | Chambre des députés | Seine-et-Oise    | Incarcéré en zone occupée, libéré en 1941 pour raisons de santé. Député de Seine-et-Oise (1945-1951) |
| Émile Dutilleul    | Chambre des députés | Seine            | Incarcéré en 1941 à la prison de la Santé, libéré en 1944 lors de la Libération de Paris. Député de la Seine (1945-1946) |
| Étienne Fajon      | Chambre des députés | Seine            | Incarcéré dans divers établissements de France, déporté en Algérie, libéré en 1943. Député de la Seine (1945-1958 ; 1962-1967), député de la Seine-Saint-Denis (1967-1978) |
| Charles Gaou       | Chambre des députés | Var              | Incarcéré dans divers établissements de France puis déporté en Algérie, libéré en 1943. Quitte la vie politique à la Libération. |
| Marcel Gitton      | Chambre des députés | Seine            | Rompt avec le PCF dès la fin de 1939, fonde en juin 1941 le parti collaborationniste ouvrier et paysan français, tué en décembre 1941 par le détachement Valmy. |
| Fernand Grenier    | Chambre des députés | Seine            | Incarcéré dans divers établissements de zone occupée, s'évade en juin 1941, représente le Comité central du PCF et les FTP auprès de la France libre, membre de l'Assemblée consultative provisoire, il y est à l'origine de l'amendement reconnaissant le droit de vote des femmes, nommé en 1944 commissaire au Comité français de libération nationale. Député de la Seine (1945-1967), député de la Seine-Saint-Denis (1967-1968) |
| Jacques Grésa      | Chambre des députés | Seine            | Interné en Algérie, libéré en 1943, nommé directeur de cabinet de Fernand Grenier en 1944. Député de la Haute-Garonne (1945-1951) |
| Raymond Guyot      | Chambre des députés | Seine            | Rejoint Moscou dès 1940 puis le Royaume-Uni en 1941, parachuté en zone non occupée, il y organise le PCF clandestin. Député de l'Aube (1945-1946), député de la Seine (1946-1958), sénateur de la Seine puis de Paris (1959-1977) |
| Maurice Honel      | Chambre des députés | Seine            | Gagne la zone non occupée[Quand ?], y intègre Libération-Sud, rejoint ensuite Paris et le Front national ; arrêté en 1943, il tente de se suicider ; interné à Drancy il est déporté en tant que juif à Auschwitz ; transféré dans d'autres camps, il réussit à s'évader en 1945 vers les lignes soviétiques. Quitte la vie politique en 1948 à la suite d'une hémiplégie. |
| Renaud Jean        | Chambre des députés | Lot-et-Garonne   | Condamné seulement à de la prison avec sursis en 1940 en raison de ses blessures de guerre. Conseiller général du Lot-et-Garonne (1945-1961), maire de Samazan (1944-1961) |
| Adrien Langumier   | Chambre des députés | Seine            | Rompt avec le PCF dès 1940, rejoint la résistance gaulliste, nommé capitaine FFI par le général Koenig en 1943, participe à la Libération de Paris en 1944 et à la campagne d'Allemagne de la 1ère Armée en 1945. Considéré comme un traitre par le PCF, membre du Parti socialiste dans les années 1970. |
| Pierre Lareppe     | Chambre des députés | Ardennes         | Incarcéré dans divers établissements de France, déporté en Algérie, libéré en 1943. Député des Ardennes (1945-1951 ; 1956-1958), maire de Nouzonville (1945-1953), exclu du PCF en 1961. |
| Darius Le Corre    | Chambre des députés | Seine-et-Oise    | Rompt avec le PCF en janvier 1940, prisonnier de guerre en juin 1940, libéré en 1941. Membre de divers groupes marxistes de 1946 à 1952, il rejoint la SFIO après une agression par un commando du PCF. |
| Georges Lévy       | Chambre des députés | Rhône            | Incarcéré dans divers établissements de France, déporté en Algérie, libéré en 1943. Maire de Villeurbanne (1945-1947). |
| Henri Lozeray      | Chambre des députés | Seine            | Emprisonné à Poitiers, déporté en Algérie. Député du Cher (1945-1950). |
| Henri Martel       | Chambre des députés | Nord             | Incarcéré dans divers établissements de France, déporté en Algérie, libéré en 1943. Député du Nord (1945-1946 ; 1951-1958 ; 1962-1967), sénateur du Nord (1946-1951). |
| André Marty        | Chambre des députés | Seine            | Présent à Moscou dès 1939, agent du Komintern jusqu'en 1943, représente le PCF auprès du Comité français de libération nationale, membre de l'Assemblée consultative provisoire. Député de la Seine (1945-1955), exclu du PCF en 1952 en raison de son opposition à Maurice Thorez. |
| André Mercier      | Chambre des députés | Seine            | Représentant du PCF au Conseil national de la Résistance en 1943, délégué à l'Assemblée consultative provisoire. Député de l'Oise (1945-1958). |
| Charles Michels    | Chambre des députés | Seine            | Sous les drapeaux de septembre 1939 à juillet 1940, arrêté en octobre, incarcéré dans différents établissements et notamment au camp de Chateaubriant, il est fusillé par les nazis le 22 octobre 1941 en représailles à un attentat contre un officier allemand. |
| Lucien Midol       | Chambre des députés | Seine-et-Oise    | Incarcéré au Puy, déporté en Algérie, libéré en 1943, commissaire à la production industrielle au Comité français de libération nationale. Député de Seine-et-Oise (1945-1958), maire d'Athis-Mons (1945-1947). |
| Gaston Monmousseau | Chambre des députés | Seine            | Entre dans la clandestinité après sa déchéance, dirige le PCF clandestin en Provence, délégué à l'Assemblée consultative provisoire à partir de 1944. Membre du bureau politique du PCF et du secrétariat de la CGT à partir de 1945, dirige La Vie ouvrière jusqu'en 1960. |
| Prosper Môquet     | Chambre des députés | Seine            | Déporté en Algérie, libéré en 1943. Député de l'Yonne (1945-1951). |
| Adrien Mouton      | Chambre des députés | Bouches-du-Rhône | Mobilisé en 1940, prisonnier de guerre de 1940 à 1945. Député des Bouches-du-Rhône (1945-1958). |
| Arthur Musmeaux    | Chambre des députés | Seine            | Incarcéré dans divers établissements de France, déporté en Algérie. Député du Nord (1945-1958 ; 1962-1973) |
| André Parsal       | Chambre des députés | Seine            | Rompt avec le PCF en janvier 1940, s'engage dans la collaboration, adhère au parti ouvrier et paysan français. Condamné à la dégradation nationale à la Libération. |
| Gabriel Péri       | Chambre des députés | Seine-et-Oise    | Entre dans la clandestinité, y participe à la rédaction de L'Humanité, arrêté le 18 mai 1941, fusillé par les Nazis le 15 décembre 1941 au Mont Valérien. |
| Albert Petit       | Chambre des députés | Seine            | Incarcéré dans différents lieux de France métropolitaine puis déporté en Algérie, libéré en 1943. Député de la Seine (1945-1951), maire de Bagneux (1944-1963). |
| Robert Philippot   | Chambre des députés | Lot-et-Garonne   | Incarcéré dans différents lieux de France métropolitaine puis déporté à Auschwitz en juillet 1942, y meurt le 25 aout 1942. |
| Henri Pourtalet    | Chambre des députés | Alpes-Maritimes  | Sous les drapeaux en 1939, condamné par un tribunal militaire en mai 1940 à 5 années de détention, libéré quelques mois plus tard, responsable du PCF clandestin dans les Bouches-du-Rhône, désigné en 1943 pour représenter le PCF auprès du général Giraud à Alger, membre de l'Assemblée consultative provisoire. Député des Alpes-Maritimes (1945-1951 ; 1956-1958). |
| Alexandre Prachay  | Chambre des députés | Seine-et-Oise    | Déporté en Algérie, libéré en 1943, meurt de maladie le 22 mai 1943. |
| Louis Prot         | Chambre des députés | Somme            | Déporté en Algérie, libéré en 1943. Député de la Somme (1945-1958), maire de Longueau (1945-1967), quitte le PCF en avril 1959. |
| Cyprien Quinet     | Chambre des députés | Pas-de-Calais    | Sous les drapeaux en 1940, arrêté lors de sa démobilisation en juillet 1940, s'évade en juillet 1943, résistant dans le Pas-de-Calais, arrêté de nouveau en octobre 1943, déporté à Dachau en juillet 1944, mort au camp de Hersbruck le 2 décembre 1944. |
| Arthur Ramette     | Chambre des députés | Nord             | Passe dans la clandestinité dès 1939, rejoint l'URSS en mai 1940, chargé des émissions de radio du Front national à partir de 1941. Député du Nord (1945-1951 ; 1956-1958), sénateur du Nord (1952-1956). |
| Albert Rigal       | Chambre des députés | Seine            | Passe dans la clandestinité dès 1939, réorganise le PCF en région Centre. Député du Loiret (1945-1951). |
| Waldeck Rochet     | Chambre des députés | Seine            | Incarcéré dans divers établissements de France métropolitaine, déporté en Algérie, libéré en 1943, représentant du PCF auprès du Comité français de libération nationale, membre de l'Assemblée consultative provisoire. Député de Saône-et-Loire (1945-1958), député de la Seine (1958-1967), député de la Seine-Saint-Denis (1967-1972), secrétaire général du PCF (1964-1972). |
| Maurice Thorez     | Chambre des députés | Seine            | Mobilisé en septembre 1939, il rejoint Moscou le mois suivant, condamné en novembre 1939 à 6 ans de prison pour désertion en temps de guerre, déchu de la nationalité française en février 1940, rentre en France en novembre 1944 après une grâce individuelle du général de Gaulle. Restauré dans la nationalité française en octobre 1945, ministre de la Fonction publique dans le gouvernement de Gaulle II, vice-Président du Conseil dans les gouvernements Gouin, Bidault, Ramadier, député de la Seine (1945-1954), secrétaire général du PCF jusqu'en 1964. |
| Charles Tillon     | Chambre des députés | Seine            | Passe dans la clandestinité en 1940, intègre en 1941 les Francs-tireurs et partisans. Ministre de l'Air puis de l'Armement dans les gouvernements de Gaulle II, Gouin et Bidault, ministre de la Reconstruction dans le gouvernement Ramadier, député de la Seine (1945-1955), exclu du PCF en 1970. |
| Auguste Touchard   | Chambre des députés | Seine            | Déporté en Algérie, libéré en 1943. Député de la Seine (1945-1951) |
| Marius Vazeilles   | Chambre des députés | Corrèze          | Rompt avec le PCF en février 1940, placé en résidence surveillée dans le Puy-de-Dôme jusqu'en aout 1944. Exclu du PCF en décembre 1944, conseiller municipal de Meymac (1944-1949). |